# Neuseeländische Cricket-Nationalmannschaft in Indien in der Saison 1969/70
Die Tour der neuseeländischen Cricket-Nationalmannschaft nach Indien in der Saison 1969/70 fand vom 25. September bis zum 20. Oktober 1969 statt. Die internationale Cricket-Tour war Bestandteil der Internationalen Cricket-Saison 1969/70 und umfasste drei Tests. Die Serie endete 1–1 unentschieden.

## Vorgeschichte
Für beide Mannschaften war es die erste Tour der Saison.
Das letzte Aufeinandertreffen der beiden Mannschaften bei einer Tour fand in der Saison 1967/68 in Neuseeland statt.

## Stadien
Die folgenden Stadien wurden für die Tour als Austragungsort vorgesehen.
| Stadion                              | Stadt     | Kapazität | Spiele  |
| ------------------------------------ | --------- | --------- | ------- |
| Brabourne Stadium                    | Bombay    | 25.000    | 1. Test |
| Lal Bahadur Shastri Stadium          | Hyderabad | 25.000    | 3. Test |
| Vidarbha Cricket Association Stadium | Nagpur    | 45.000    | 2. Test |

## Kaderlisten
Beide Teams benannten die folgenden Kader.
| Test | Test |
| Indien | Neuseeland |
| --- | --- |
| - Nawab of Pataudi (c) - Syed Abid Ali - Bishan Bedi - Chetan Chauhan - Farokh Engineer (wk) - Ashok Gandotra - Prince Indrajitsinhji (wk) - Motganhalli Jaisimha - Ashok Mankad - Ajit Pai - Erapalli Prasanna - Ambar Roy - Hanumant Singh - Eknath Solkar - Rusi Surti - Srinivas Venkataraghavan - Ajit Wadekar | - Graham Dowling (c) - Mark Burgess - Bevan Congdon - Bob Cunis - Dayle Hadlee - Brian Hastings - Hedley Howarth - Bruce Murray - Vic Pollard - Bruce Taylor - Glenn Turner - Ken Wadsworth (wk) - Bryan Yuile |

## Tests

### Erster Test in Bombay
| 25. – 30. September Scorecard | Bombay (LBS) | Indien 156 (66.2) & 260 (136.2) | – | Neuseeland 229 (117.3) & 127 (69.5) |
|                               |              | Indien gewinnt mit 60 Runs      |   |                                     |

Indien gewann den Münzwurf und entschied sich als Schlagmannschaft zu beginnen.

### Zweiter Test in Nagpur
| 3. – 8. Oktober Scorecard | Nagpur | Neuseeland 319 (130) & 214 (105.1) | – | Indien 257 (99.2) & 109 (55.5) |
|                           |        | Neuseeland gewinnt mit 167 Runs    |   |                                |

Neuseeland gewann den Münzwurf und entschied sich als Schlagmannschaft zu beginnen.

### Dritter Test in Hyderabad
| 15. – 20. Oktober Scorecard | Hyderabad (BS) | Neuseeland 181 (99.1) & 89 (82) | – | Indien 175-8d (54.2) & 76-7 (46.4) |
|                             |                | Remis                           |   |                                    |

Neuseeland gewann den Münzwurf und entschied sich als Schlagmannschaft zu beginnen.